# Secret professionnel (film)
Pour plus de détails, voir Fiche technique et Distribution.
Pour l’article homonyme, voir Secret professionnel.
Secret professionnel est un film français réalisé par Raoul André, sorti en 1959.

## Synopsis
Catherine Langeac et André Foucaud forment un couple de médecins, elle est généraliste et lui gynécologue. Leurs qualités d'attention et de compréhension leur permettent de résoudre bien des problèmes de leurs patients et patientes.

## Fiche technique
- Titre : Secret professionnel
- Réalisation : Raoul André
- Scénario : Raymond Caillava
- Photographie : Walter Wottitz
- Décors : Louis Le Barbenchon
- Son : Pierre-Henri Goumy
- Musique : Henri Bourtayre
- Montage : Jeanne Rongier
- Production : René Lafuite
- Société de production : Ardennes Films, Maine Films
- Pays d'origine :  France
- Format : Noir et blanc - 35 mm - 1,37:1
- Genre : comédie dramatique
- Durée : 85 minutes
- Date de sortie : 21 octobre 1959
- Affiche : Jean Mascii (France)

## Distribution
- Raymond Pellegrin : Dr André Foucaud
- Dawn Addams : Dr Catherine Langeac
- Françoise Spira : Odette
- Renée Devillers : Hélène
- René Blancard : Delmotte
- Daniel Cauchy : Michel Langeac
- Georges de Caunes : le peintre
- Jacqueline Joubert : la femme du peintre
- Marie-José Nat : Elvire
- Jean Wall : le chirurgien-chef
- Gisèle Robert : Monique
- Françoise Fabrice : l'infirmière
- Simone Berthier
- Paul Demange
- Nathalie Nerval
- Raymond Caillava
- Jacques Muller